# Cirilo Correa (ciclista)
Cirilo Correa (Chaguaramas, 1953) es un ex-ciclista profesional venezolano.
Ganó la Vuelta a Venezuela, Vuelta al Zulia y fue medallista en los Juegos Centroamericanos y del Caribe.

## Palmarés
1972
- 1.º en Clasificación General Final Vuelta a Venezuela  Venezuela

1973
- 1.º en Clasificación General Final Vuelta al Zulia  Venezuela
- 2.º en 2.ª etapa Vuelta al Táchira, Santa Bárbara  Venezuela
- 1.º en 4.ª etapa parte B Vuelta al Táchira, Guanare  Venezuela
- 3.º en Clasificación General Final Vuelta al Táchira  Venezuela

1974
- 1.º en 6.ª etapa Vuelta al Táchira, Mérida  Venezuela
- 4.º en Clasificación General Final Vuelta al Táchira  Venezuela
- 3.º en XII Juegos Centroamericanos y del Caribe, Ruta, Contrarreloj por Equipos,  República Dominicana

1976
- 4.º en Clasificación General Final Vuelta a Guatemala  Guatemala

1977
- 1.º en 8.ª etapa parte A Vuelta al Táchira, Guanare  Venezuela
- 1.º en 2.ª etapa Vuelta a Cuba, Gran Piedra   Cuba

## Equipos
- 1973  Selección del estado Guarico
- 1974  Selección Nacional de Venezuela